# El eterno marido
El eterno marido (en ruso: Ве́чный муж, Vechny muzh) es una novela corta de Fiódor Dostoyevski, publicada en 1870. La trama de la novela gira en torno a la complicada relación entre Alekséi Velchanínov y Pável Trusotski, el marido de su difunta examante Natalia Vasílievna.

## Producción
Se trata de una de las novelas menos conocidas del escritor ruso. El literato Alfred Liúdvigovic Bem asegura que es «uno de los trabajos más completos de Dostoyevski atendiendo a su composición y desarrollo de la trama», así como una de sus obras «más logradas técnicamente». Al parecer, la creación de la obra se debió a una promesa de Dostoyevski a Nikolái Strájov, para que esta apareciera en la revista Zariá, de la que el segundo era editor; finalmente la novela fue publicada en los dos primeros números de 1870.